# تولید نهایی

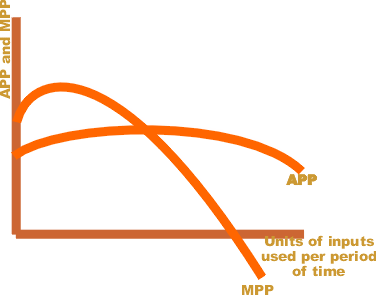

تولید نهایی یا محصول نهایی، در علم اقتصاد و اقتصاد نئوکلاسیک عبارت از محصول اضافی، حاصل از به‌کارگیری یک واحد اضافی نهاده متغیر است. به بیان دیگر تولید نهایی در هر سطحی از محصول، خالص اضافه شده به تولید کل در اثر اضافه نمودن یک واحد بیشتر نهاده متغیر است.